# Coagulazione intravascolare disseminata
La coagulazione intravascolare disseminata (CID) è una condizione in cui si formano coaguli di sangue in tutto il corpo, bloccando i piccoli vasi sanguigni. I sintomi possono includere dolore toracico, mancanza di respiro, dolore alle gambe, problemi di linguaggio o problemi nello spostamento di parti del corpo. Poiché i fattori di coagulazione e le piastrine sono esauriti, può verificarsi sanguinamento. Questo può includere sangue nelle urine, sangue nelle feci o sanguinamento nella pelle. Le complicanze possono includere insufficienza d'organo.
Cause relativamente comuni includono sepsi, chirurgia, traumi importanti, cancro e complicanze della gravidanza. Le cause meno comuni includono morsi di serpente, congelamento e ustioni. Esistono due tipi principali: acuta (a insorgenza rapida) e cronica (a insorgenza lenta). La diagnosi è in genere basata su analisi del sangue. I risultati possono includere piastrine basse, basso fibrinogeno, alto INR o alto D-dimero.
Il trattamento è principalmente diretto verso la condizione di base. Altre misure possono includere la somministrazione di piastrine, crioprecipitato o plasma fresco congelato. Le prove a supporto di questi trattamenti, tuttavia, sono scarse. L'eparina può essere utile nella forma cronica. Circa l'1% delle persone ricoverate in ospedale è affetto da questa condizione. In quelli con tassi di sepsi tra il 20% e il 50%. Il rischio di morte tra le persone colpite varia dal 20 al 50%

## Segni e sintomi
In stati di CID, la causa sottostante di solito porta a sintomi e segni, mentre la CID viene scoperta nei test di laboratorio. L'insorgenza della CID può essere improvvisa, come nello shock endotossico o nell'embolia amniotica, oppure insidiosa e cronica, come nel cancro. Può inoltre portare a disfunzione multiorgano e sanguinamento diffuso.

## Cause
La CID può verificarsi nelle seguenti condizioni:
- Tumori solidi e tumori del sangue (particolarmente leucemia promielocitica acuta)
- Complicanze ostetriche: abruptio placentae, pre-eclampsia o eclampsia, embolia del liquido amniotico, morte fetale intrauterina conservata, aborto settico, emorragia post parto
- Lesioni massicce dei tessuti: traumi gravi, ustioni, ipertermia, rabdomiolisi, chirurgia estesa
- Sepsi o infezione grave di qualsiasi tipo (le infezioni da quasi tutti i microrganismi possono causare CID, sebbene le infezioni batteriche siano le più comuni): infezioni batteriche (sepsi Gram-negativi e Gram-positivi), virali, fungine o protozoarie
- Reazioni trasfusionali (cioè reazioni emolitiche di incompatibilità ABO)
- Gravi reazioni allergiche o tossiche (cioè veleno di serpente)
- Emangioma gigante (sindrome di Kasabach-Merritt)
- Grandi aneurismi aortici
- Malattia epatica, sindrome di HELLP, porpora trombotica trombocitopenica, sindrome emolitica uremica e ipertensione maligna possono simulare CID ma non si verificano attraverso le stesse vie

## Diagnosi
La diagnosi di CID non è fatta su un singolo valore di laboratorio, ma piuttosto sulla costellazione di marcatori di laboratorio e una storia consistente di una malattia nota per causare la CID. I marcatori di laboratorio coerenti con CID includono:
- Storia caratteristica (questo è importante perché una grave malattia del fegato può essenzialmente avere gli stessi risultati di laboratorio della CID)
- Il prolungamento del tempo di protrombina (PT) e il tempo di tromboplastina parziale attivata (aPTT) riflettono il consumo sottostante e la sintesi compromessa della cascata della coagulazione.
- Il livello di fibrinogeno è stato inizialmente ritenuto utile nella diagnosi di CID, ma poiché è un reagente di fase acuta, sarà elevato a causa della sottostante condizione infiammatoria. Pertanto, un livello normale (o anche elevato) può verificarsi in oltre il 57% dei casi. Un livello basso, tuttavia, è più coerente con il processo di consumo di CID.
- Un conteggio piastrinico rapidamente in declino.
- Alti livelli di prodotti di degradazione della fibrina, tra cui il D-dimero, si riscontrano a causa dell'intensa attività fibrinolitica stimolata dalla presenza di fibrina nella circolazione così come alcuni fattori della coagulazione quali il V e l'VIII.
- Lo striscio di sangue periferico può mostrare globuli rossi frammentati (noti come schistociti) a causa dello stress da taglio dei trombi. Tuttavia, questo risultato non è né sensibile né specifico per CID.

Un algoritmo diagnostico è stato proposto dalla Società internazionale di trombosi ed emostasi. Questo algoritmo sembra essere sensibile al 91% e al 97% specifico per la diagnosi di CID overt. Un punteggio pari o superiore a 5 è compatibile con CID e si raccomanda di ripetere il punteggio giornalmente, mentre un punteggio inferiore a 5 è indicativo ma non affermativo per CID e si raccomanda di ripetere solo occasionalmente: è stato raccomandato di utilizzare un sistema di punteggio nella diagnosi e nella gestione di CID in termini di miglioramento dei risultati.
- Presenza di un disturbo sottostante noto per essere associato a CID (no = 0, si = 2)
- Conteggio piastrinico (>100 000 = 0, <100 000 = 1, <50 000 = 2)
- Prodotti di degradazione della fibrina come D-Dimero (nessun aumento = 0, aumento moderato = 2, aumento forte = 3)
- Tempo di protrombina prolungato (<3 sec = 0,> 3 sec = 1,> 6 sec = 2)
- Livello di fibrinogeno (> 1,0 g / L = 0; <1,0 g / L = 1

## Patogenesi
In condizioni omeostatiche, il corpo viene mantenuto in un equilibrio finemente sintonizzato di coagulazione e fibrinolisi. L'attivazione della cascata della coagulazione produce trombina che converte il fibrinogeno in fibrina; il coagulo di fibrina stabile è il prodotto finale dell'emostasi. Il sistema fibrinolitico funziona quindi per abbattere il fibrinogeno e la fibrina. L'attivazione del sistema fibrinolitico genera plasmina (in presenza di trombina), responsabile della lisi dei coaguli di fibrina. La rottura del fibrinogeno e della fibrina si traduce in polipeptidi chiamati prodotti di degradazione della fibrina (FDP) o prodotti di divisione della fibrina (FSP). In uno stato di omeostasi, la presenza di plasmina è critica, in quanto è l'enzima proteolitico centrale della coagulazione ed è anche necessaria per la rottura dei coaguli o della fibrinolisi.
Nella CID i processi di coagulazione e fibrinolisi sono disregolati, per cui si ha una coagulazione diffusa con conseguente sanguinamento. Indipendentemente dall'evento scatenante della CID, una volta iniziata, la fisiopatologia è simile in tutte le condizioni. Un mediatore critico è il rilascio del fattore tissutale (TF), una glicoproteina transmembrana presente sulla superficie di molti tipi di cellule (comprese le cellule endoteliali, i macrofagi e i monociti). Esso non è normalmente in contatto con la circolazione generale, ma viene esposto ad essa solo dopo danno vascolare e in risposta all'esposizione alle citochine (in particolare l'interleuchina 1), al fattore di necrosi tumorale e a delle endotossine dei batteri Gram-negativi. La TF è inoltre abbondante a livello dei polmoni, del cervello e della placenta. Questo aiuta a spiegare perché la CID si sviluppa prontamente in pazienti con traumi estesi. Dopo esposizione a sangue e piastrine, la TF si lega con il fattore VIIa attivato (normalmente presente in tracce nel sangue), formando il complesso di tenasi estrinseco. Questo complesso attiva ulteriormente il fattore IX e X a IXa e Xa, rispettivamente, portando alla comune via di coagulazione e alla successiva formazione di trombina e fibrina.
L'eccesso di trombina circolante risulta dall'eccesso di attivazione della cascata della coagulazione. L'eccesso di trombina scinde il fibrinogeno, che alla fine lascia numerosi coaguli di fibrina nella circolazione. Questi coaguli in eccesso intrappolano le piastrine per formare grumi più grandi, il che porta alla trombosi microvascolare e macrovascolare. Questo deposito di coaguli nel microcircolo, nei vasi grandi e negli organi è ciò che porta all'ischemia, alla perfusione organo ridotta e al danno agli organi terminali che si verifica con la CID.
In questo processo si consumano anche gli inibitori della coagulazione. Livelli di inibizione ridotti permetteranno una maggiore coagulazione in modo che si sviluppi un ciclo di feedback positivo in cui l'aumento della coagulazione porta a una maggiore coagulazione. Allo stesso tempo, si verifica trombocitopenia e questo è stato attribuito alla intrappolamento e al consumo di piastrine. I fattori di coagulazione sono consumati nello sviluppo di coaguli multipli, che contribuisce al sanguinamento visto con CID.
Simultaneamente, la trombina circolante in eccesso aiuta nella conversione del plasminogeno in plasmina, con conseguente fibrinolisi. La rottura dei coaguli determina un eccesso di FDP, che hanno potenti proprietà anticoagulanti, che contribuiscono all'emorragia. L'eccesso di plasmina attiva anche i sistemi di complemento e kinin. L'attivazione di questi sistemi porta a molti dei sintomi clinici che i pazienti sottoposti a CID presentano, come shock, ipotensione e aumento della permeabilità vascolare. La forma acuta di CID è considerata un'estrema espressione del processo di coagulazione intravascolare con una completa rottura dei normali confini omeostatici. La CID è associata a una prognosi infausta e ad un alto tasso di mortalità.
Tra le varie cause di CID ci sono quadri sepsici da batteri Gram-negativi, i quali rilasciando endotossine queste sono responsabili molto spesso CID. Un'altra è la leucemia promielocitica acuta, il cui trattamento causa la distruzione dei precursori dei granulociti leucemici, con conseguente rilascio di grandi quantità di enzimi proteolitici dai loro granuli di stoccaggio, causando danni microvascolari. Altre neoplasie possono migliorare l'espressione di vari oncogeni che determinano il rilascio di TF e l'inibitore-attivatore del plasminogeno-1 (PAI-1), che previene la fibrinolisi.

### Studi sperimentali
C'è stata tuttavia una recente sfida alle ipotesi di base e alle interpretazioni della fisiopatologia della CID. Uno studio su sepsi e CID in modelli animali ha dimostrato che un recettore altamente espresso sulla superficie degli epatociti, chiamato recettore Ashwell-Morell, è responsabile della trombocitopenia in batteriemia e sepsi dovuta a Streptococcus pneumoniae e probabilmente ad altri patogeni. La trombocitopenia osservata nella sepsi da streptococco non era dovuta ad un aumentato consumo di fattori di coagulazione come le piastrine, ma era invece il risultato dell'attività di questo recettore che consente agli epatociti di ingerire e di liberare rapidamente le piastrine dalla circolazione. Rimuovendo il pro-trombotico prima della CID, il recettore Ashwell-Morell riduce la gravità del CID, riducendo la trombosi e la necrosi dei tessuti e promuovendo la sopravvivenza. L'emorragia osservata nel CID e in alcuni tessuti privi di questo recettore può quindi essere secondaria a un aumento della trombosi con perdita della barriera vascolare meccanica. Questa scoperta ha possibili implicazioni cliniche significative nell'elaborazione di nuovi approcci per ridurre la morbilità e la mortalità del CID.  Esiste l'attivazione della via di coagulazione intrinseca oltre che estrinseca, questo porta alla formazione eccessiva di trombi nei vasi sanguigni. A causa dell'ampia coagulazione, vi è il consumo di fattori di coagulazione che causano sanguinamento.

## Prognosi
La prognosi varia a seconda del disturbo sottostante e dell'estensione della trombosi intravascolare (coagulazione). La prognosi per i soggetti che sviluppano CID, indipendentemente dalla causa, è spesso infausta: tra il 20% e il 50% dei pazienti muore.  Il CID associata a sepsi (infezione) ha un tasso di morte significativamente più alto rispetto a CID associato a trauma.

## Trattamento
È complesso e rivolto contemporaneamente:
- ad eliminare la causa scatenante la CID, controllando le fonti chirurgiche di sanguinamento o i problemi ostetrici (rimozione dell'aborto ritenuto, zaffaggio della cavità uterina, ecc.), combattendo la causa infettiva con antibiotici a largo spettro;
- Trasfusioni di piastrine o plasma congelato fresco possono essere considerate nei casi di sanguinamento significativo o in quelli con una procedura invasiva pianificata. L'obiettivo di tale trasfusione dipende dalla situazione clinica. Il crioprecipitato può essere considerato in quelli con un basso livello di fibrinogeno.
- Il trattamento della trombosi con anticoagulanti come l'eparina è usato raramente a causa del rischio di sanguinamento.
- La proteina C ricombinante attivata è stata precedentemente raccomandata in quelli con sepsi severa e CID, ma non ha mostrato alcun beneficio ed è stato ritirato dal mercato nel 2011.
- Il fattore VII ricombinante è stato proposto come "ultima risorsa" in quelli con grave emorragia a causa di cause ostetriche o di altro tipo, ma le conclusioni sul suo utilizzo sono ancora insufficienti[16]

I risultati dipendono dalla tempestività con la quale vengono riconosciuti i segni della malattia e dalla capacità di individuarne le specifiche alterazioni così da permettere una terapia mirata ed efficace.